# كلبيات الشكل الدببية
كلبيات الشكل الدببية (باللاتينية: Arctocyonidae) هي فصيلة مُنقرضة من الثدييات المشيمية في رتبة اللقمانيات التي عاشت في العصر الباليوسيني والإيوسين. وُجدت أحافيرها في الولايات المتحدة وبلجيكا وكندا وإسبانيا وألمانيا وفرنسا والمملكة المتحدة والصين.